# Hearst, Haggin, Tevis and Co.
Hearst, Haggin, Tevis and Co. was een bedrijf dat in de jaren 1850 in Californië werd opgericht. Het bedrijf stond onder leiding van George Hearst (met Lloyd Tevis en James Ben Ali Haggin als partners) en groeide uit tot de grootste private mijnbouwonderneming van de Verenigde Staten.
Het bedrijf had belangen in:
- de Comstock Lode in Nevada;
- de Ophir Mine in Nevada;
- de Ontario-zilvermijn in Utah;
- de Homestake-goudmijn in South Dakota;
- de Anaconda-kopermijn in Montana;
- de Cerro-de-Pasco-mijn in Peru.